# Lakshmi Sahgal
Lakshmi Sahgal, nata come Lakshmi Swaminathan (Chennai, 24 ottobre 1914 – Kanpur, 23 luglio 2012), è stata un'ufficiale, medico e politica indiana, ufficiale dell'esercito nazionale indiano e Ministro degli affari femminili nel governo Azad Hind.
La Sahgal è comunemente chiamata in India Capitan Lakshmi, in riferimento al suo grado quando fu fatta prigioniera in Birmania durante la seconda guerra mondiale.

## Biografia
La Sahgal nacque come Lakshmi Swaminathan a Malabar, nell'attuale Anakkara, Pattambi nel Kerala il 24 ottobre 1914 da S. Swaminathan, un avvocato che esercitava il diritto penale presso l'Alta corte di Madras, e A.V. Ammukutty, meglio nota come Ammu Swaminathan, un'assistente sociale e attivista per l'indipendenza proveniente da una famiglia aristocratica Nair conosciuta come famiglia "Vadakkath" di Anakkara a Palghat, Kerala. Era la sorella maggiore di Mrinalini Sarabhai.
Sahgal studiò al Queen Mary's College. In seguito scelse di studiare Medicina e nel 1938 si laureò in Medicina e Chirurgia presso il Madras Medical College. Un anno dopo, conseguì la specializzazione in ginecologia e ostetricia. Operò come medico presso l'ospedale governativo Kasturba Gandhi, situato a Triplicane Chennai.
Nel 1940 partì per Singapore dopo il fallimento del suo matrimonio con il pilota Rao. Durante il suo soggiorno a Singapore, conobbe alcuni membri dell'esercito nazionale indiano di Subhas Chandra Bose.

### Azad Hind Fauj
Nel 1942, durante la resa di Singapore ai giapponesi da parte degli inglesi, la Sahgal aiutò i prigionieri di guerra feriti, molti dei quali erano interessati a formare un esercito di indipendenza indiano. Singapore in quel frangente annoverava diversi indiani nazionalisti che vi lavoravano, tra cui K.P. Kesava Menon, S.C. Guha e N. Raghavan, che formavano un Consiglio d'Azione. Il loro esercito nazionale indiano, o Azad Hind Fauj, tuttavia, non ricevette alcun serio supporto né approvazione dalle forze di occupazione giapponesi per quanto riguarda la loro partecipazione alla guerra.
Fu in questo contesto che Subhas Chandra Bose arrivò a Singapore il 2 luglio 1943. Lakshmi aveva sentito che Bose desiderava arruolare donne nell'organizzazione e chiese un incontro con lui; ne emerse con il mandato di istituire un reggimento femminile, da chiamare reggimento Rani di Jhansi. Le donne risposero con entusiasmo alla chiamata di unirsi alla brigata di sole donne e la dottoressa Lakshmi Swaminathan divenne il capitano Lakshmi, un nome e un'identità che sarebbero rimasti con lei per tutta la vita.
L'Esercito Nazionale Indiano marciò in Birmania con l'esercito giapponese nel dicembre 1944, ma nel marzo 1945, con l'onda della guerra che si volgeva contro di loro, la leadership dell'Esercito decise di battere in ritirata prima che potessero entrare a Imphal. Il capitano Lakshmi fu arrestata dall'esercito britannico nel maggio 1945, rimanendo in Birmania fino al marzo 1946, quando fu trasferita in India - in un momento in cui i processi contro l'Esercito Nazionale a Delhi aumentavano il malcontento popolare e acceleravano la fine del dominio coloniale.

### Anni successivi
Nel 1971, Sahgal si unì al Partito Comunista d'India (Marxista) e rappresentò il partito nel Rajya Sabha. Durante la crisi del Bangladesh, organizzò campi di soccorso e assistenza medica a Calcutta per i rifugiati giunti in India dal Bangladesh. Fu una delle fondatrici dell'All India Democratic Women Association nel 1981 e guidò molte delle sue attività e campagne. Guidò un team medico a Bhopal dopo il disastro del gas nel dicembre 1984, si adoperò per ripristinare la pace a Kanpur in seguito alle rivolte anti-Sikh del 1984 e fu arrestata per la sua partecipazione a una campagna contro il concorso Miss Mondo a Bangalore nel 1996. Nel 2006, all'età di 92 anni, visitava ancora regolarmente pazienti nella sua clinica a Kanpur.
Nel 2002, quattro partiti di sinistra – il Partito Comunista Indiano, il Partito Comunista Indiano (Marxista), il Partito Socialista Rivoluzionario e l'All India Forward Bloc – candidarono la Sahgal alle elezioni presidenziali. Fu l'unica avversaria di Abdul Kalam, che ne emerse vittorioso.

### Morte
Il 19 luglio 2012, Sahgal subì un arresto cardiaco e morì il 23 luglio 2012 alle 11:20 all'età di 97 anni a Kanpur. Il suo corpo fu donato al Ganesh Shankar Vidyarthi Memorial Medical College per la ricerca medica.

## Vita privata
Sahgal sposò Prem Kumar Sahgal nel marzo 1947 a Lahore. Dopo il loro matrimonio, si stabilirono a Kanpur, dove continuò con la sua pratica medica e aiutò i rifugiati che stavano arrivando in gran numero dopo la partizione dell'India. Ebbero due figlie: Subhashini Ali e Anisa Puri.
Subhashini è un'importante politica comunista e attivista sindacale. Secondo la Ali, sua madre era atea. Il regista Shaad Ali è suo nipote.

## Riconoscimenti
Nel 1998, Sahgal ricevette il Padma Vibhushan dal presidente indiano K.R. Narayanan. Nel 2010 le fu conferito il dottorato onorario dall'Università di Calcutta.